# 5148 Giordano
5148 Giordano eller 5557 P-L är en asteroid i huvudbältet som upptäcktes den 17 oktober 1960 av den nederländsk-amerikanske astronomen Tom Gehrels och det nederländska astronomparet Ingrid van Houten-Groeneveld och Cornelis Johannes van Houten vid Palomarobservatoriet. Den är uppkallad efter den italienska filosofen Giordano Bruno.
Asteroiden har en diameter på ungefär 8 kilometer.